# Avery County
Avery County är ett administrativt område i delstaten North Carolina, USA, med 17 797 invånare. Den administrativa huvudorten (county seat) är Newland. 

## Geografi
Enligt United States Census Bureau har countyt en total area på 640 km². 640 km² av den arean är land och 0 km² är vatten. 

### Angränsande countyn
- Johnson County, Tennessee - nord
- Carter County, Tennessee - väst
- Caldwell County, North Carolina - sydost
- Burke County, North Carolina - syd
- McDowell County, North Carolina - syd
- Mitchell County, North Carolina - väst
- Watauga County, North Carolina - nord